# Księstwo Friuli

Księstwo Friuli na mapie Italii Longobardów

Księstwo Friuli było jednym z największych terytorialnie księstw longobardzkich. 
Stanowiło ważny bufor między Królestwem Longobardów a Słowianami. Razem z księstwami Spoleto, 
Benewentu i Tarentu, Friulia często próbowała uzyskać niezależność względem władzy królewskiej.
Prowincja Friuli (Venetia) była pierwszą prowincją na Półwyspie Apenińskim podbitą przez Longobardów pod wodzą Alboina w 568. Alboin przekazał władzę nad regionem w ręce swego bratanka Gisulfa I, który mógł wybierać faras, tj. arystokratyczne rodziny, do zasiedlenia kraju. Początkowo księstwo było ograniczone przez Alpy Karnickie i Julijskie na północy i wschodzie, z tych kierunków było trudno dostępne. Na południu było ograniczone przez Egzarchat Rawenny i nie miało linii brzegowej, oraz przez równinę, która prowadziła do Pannoni, doskonałego punktu wyjściowego dla najeźdźców, takich jak Chorwaci, Awarowie a później Węgrzy. Jej zachodnie granice początkowo nie były ustalone, aż do kolejnych podbojów i ustanowienia księstwa Ceneda, które leżało za rzeką Tagliamento. Początkowo głównym miastem prowincji była Akwileja, ale stolicą longobardzkiej Friuli było Forum Iulii, współczesne Cividale del Friuli.
W 615 została podbita Concordia, a w 642 Opitergium, gdy książęta rozszerzali swą władzę na południe kosztem egzarchatu. W 663 Cividale na krótko zdobyli Awarowie, ale król Grimoald odbił je. Po zdobyciu Pawii w 774, Karol Wielki pozwolił Hrodgaudowi zatrzymać księstwo, które istniało pod zwierzchnictwem Franków do 828, gdy rozpadło się po podziale na kilka hrabstw. Później przekształcono je w marchię Friuli w 846.